# Cansteinsche Bibelanstalt

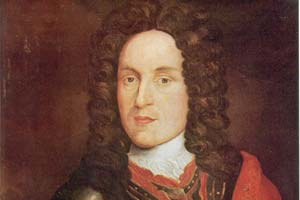
Carl Hildebrand Freiherr von Canstein

Die Cansteinsche Bibelanstalt ist die älteste Bibelgesellschaft der Welt.
Die Bibelanstalt wurde im Jahr 1710 in Halle (Saale) von Carl Hildebrand Freiherr von Canstein in Zusammenarbeit mit August Hermann Francke gegründet. Ziel war es, dem Bibelmangel in Deutschland, besonders in der ärmeren Bevölkerung, zu begegnen und Bibeln schnell, in hohen Auflagen und zu einem niedrigen Preis zu drucken. Hierzu wurde ein „stehender Satz“ geschaffen, ein Novum in der Geschichte der Druckerei: Alle ca. 1300 Druckseiten der Bibel wurden mit ca. 5 Millionen Bleilettern auf einmal gesetzt und dieser komplette Satz wurde für weitere Auflagen dauerhaft stehen gelassen. Zuvor wurden beim Buchdruck immer nur wenige Seiten gesetzt, die Bögen für die gesamte Auflage gedruckt, der Satz aufgelöst und dann mit denselben Lettern die nächsten Seiten gesetzt. So wurden in den ersten 100 Jahren des Bestehens der Bibelanstalt ca. zwei Millionen Vollbibeln sowie über eine Million Ausgaben des Neuen Testaments gedruckt.

## 20. und 21. Jahrhundert
Durch die Weltwirtschaftskrise gelangte die von Cansteinsche Bibelanstalt in Halle in finanzielle Schwierigkeiten, sodass 1938 die Preussische Haupt-Bibelgesellschaft Rechte und Vermögen übernahm. Die Bibelanstalt druckte in ihrem Bestehen bis zur Übernahme insgesamt rund zehn Millionen Bibeln. Es folgte die Umbenennung in die Preußische Haupt-Bibelgesellschaft und von Cansteinsche Bibelanstalt.
Aufgrund der Teilung Deutschlands nach dem Zweiten Weltkrieg gab es nach 1945 zwei Nachfolger der alten Bibelanstalt: Im Osten weiterhin die umbenannte Evangelische Haupt-Bibelgesellschaft und von Cansteinsche Bibelanstalt Berlin (EHBG). Im Westen entstand ab 1951 die von Cansteinsche Bibelanstalt in Westfalen mit Sitz in Dortmund, da die EHBG mit Sitz in Ost-Berlin im Westen nicht wirken konnte.
Die westfälische Gesellschaft gab Mitte der 1970er Jahre den Bibeldruck auf und übertrug dafür die Verlagstätigkeiten 1975 zusammen mit der Württembergischen Bibelanstalt der neu gegründeten Deutschen Bibelstiftung in Stuttgart. 1981 entstand aus dem Evangelischen Bibelwerk und der Deutschen Bibelstiftung die Deutsche Bibelgesellschaft.
Die EHBG wurde nach der Wende in Evangelische Haupt-Bibelgesellschaft und von Cansteinsche Bibelanstalt im Bereich der Evangelischen Kirche der Union umbenannt und wegen Liqiudätsproblemen 2004 aufgelöst. Als Verein wurde die von Cansteinsche Bibelanstalt in Berlin e. V. 2005 neu gegründet.

## Heute
Heutzutage existieren drei verschiedene Nachfolgeinstutitionen der Cansteinschen Bibelanstalt.

### von Cansteinsche Bibelanstalt in Berlin e. V.
Die Bibelanstalt in Berlin ist eine regionale Bibelgesellschaft in Berlin. Neben einer kleinen Ausstellung sowie einer Bibelsammlung, hat sich der Verein auf die pädagogische Arbeit mit Kindern und Jugendlichen spezialisiert. Religionsklassen und Konfirmanten können im Bibellabor mithilfe einer alten Druckerpresse, LEGO und Minecraft die Bibel „erforschen“. 2015, 2017 und 2021 führte der Verein das „Berliner-Bibel-Projekt“ durch, wo gemeinsam mit Schülern im Religionsunterricht Seiten der Bibel als Comic gestaltet wurden. Seit dem Kirchentag 2019 betreibt die Bibelanstalt einen Minecraft-Server, auf dem Gottesdienste, Themenbaureihen sowie eine Kreativ- und Überlebenswelt angeboten werden. Sitz der Bibelanstalt ist die Philipp-Melachthon Kirche in Berlin-Neukölln.

### von Cansteinsche Bibelanstalt in Westfalen e. V.
Die Bibelanstalt in Dortmund bietet die Ausstellung „Werkstatt Bibel“ an, die Besuchern die Geschichte und Inhalte der Bibel erklärt. Als Wanderausstellung ist das „Werkstatt Bibel Mobil“ als Anhänger ausleihbar. Neben dem „Bibelposter“, einem Wimmelbild zur Bibel, werden für Gruppen in der Dauerausstellung weitergehende Workshops angeboten.

### Canstein Bibelzentrum
In der Tradition der Cansteinschen Bibelanstalt wurde 1995 das Canstein Bibelzentrum eingerichtet. Das Zentrum befindet sich auf dem Gelände der Franckeschen Stiftungen in Halle (Saale), dem Gründungsort der ursprünglichen Bibelanstalt.
Das Bibelzentrum widmet sich der pädagogischen Einführung in die Bibel, zum Beispiel durch Fortbildungen, Vorträge oder Seminare für Schulklassen und Privatpersonen. In den Räumen des Zentrums wird ein Modell des Salomonischen Tempels ausgestellt.
Träger des Bibelzentrums ist das Mitteldeutsche Bibelwerk der Evangelischen Kirche in Mitteldeutschland (EKM).